# حمام آقا میخائیل باکو

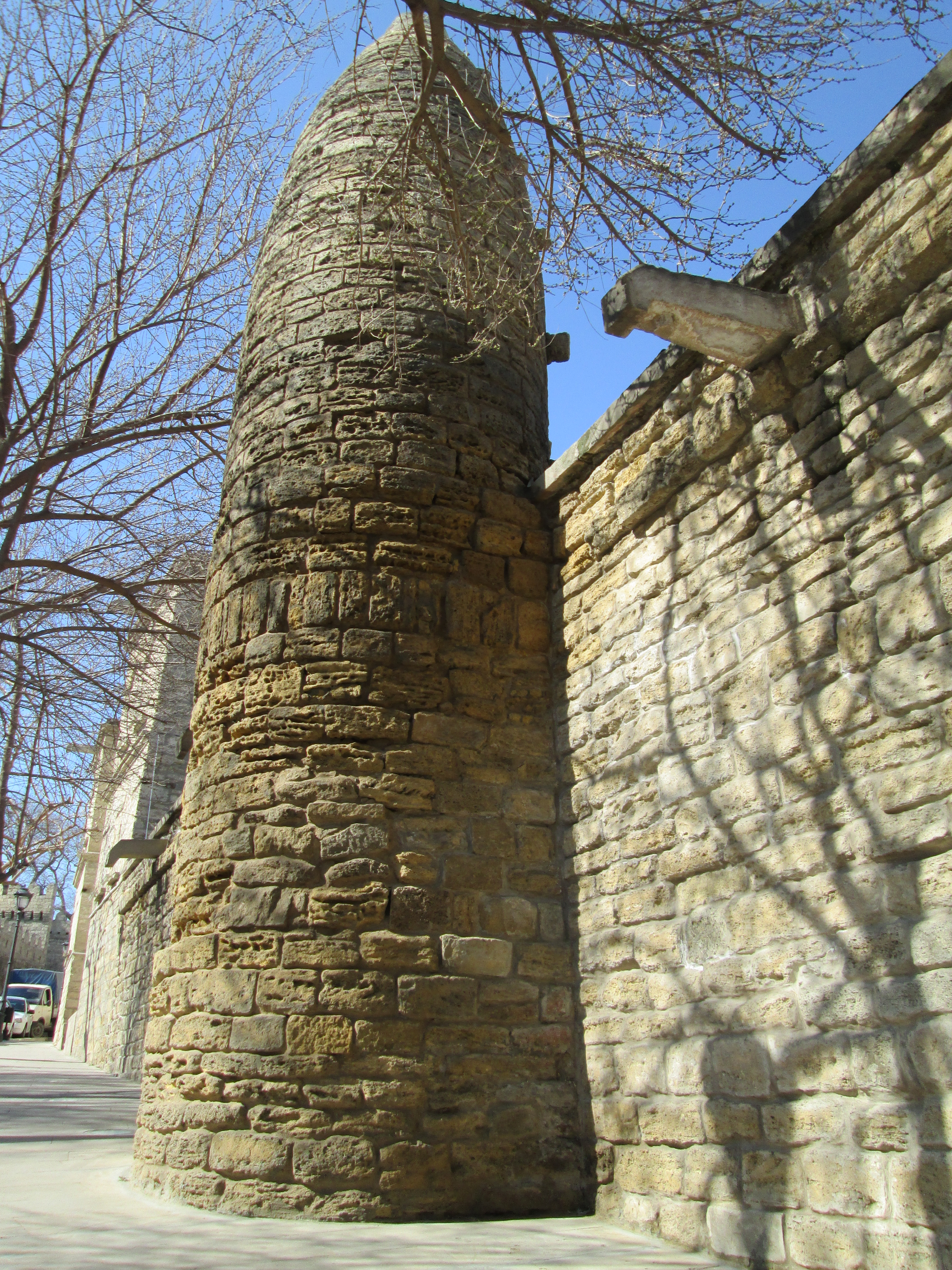
حمام آقا میکاییل

حمام آقا میکاییل (به ترکی آذربایجانی- Ağa Mikayıl hamamı)، از سوی «آقای میکاییل»، در قرن ۱۸ در سمت جنوب غربی شهر قدیمی در یکی از خیابانهای اصلی - خیابان «کیچیک قلعه» احداث شده‌است. به قلمرویی که این حمام واقع است، عامیانه «خیابان حمام‌ها» گفته می‌شود. در ورودی حمام به کوچهٔ «کیچیک قلعه» باز می‌شود.

## دربارهٔ حمام
ساختارهای داخلی اتاق‌ها با توجه به عرض‌شان از اتاق‌های دیگر حمام‌ها متفاوت می‌باشند. اتاق‌های تعویض لباس و آبتنی مربعی شکل هستند.
وجود ۴ ستون در اتاق‌ها، ترکیب زیبایی در نمای معماری این حمام به وجود آورده‌است.
ترکیب معماری حمام، مملو از طاق‌های کنگره‌دار، قبه و گنبدها می‌باشد.
نمای ساختمان حمام بر اساس سبک معماری محلی ساخته شده‌است و در بام بنا یک دودکش مخصوص به خود وجود دارد. در سال ۲۰۱۰ بنای این حمام تحت بازسازی کامل قرار گرفت.